# Espionagem cibernética
Espionagem cibernética ou ciberespionagem é o ato ou prática de obter segredos e informações sem a permissão e conhecimento do titular da informação usando métodos na Internet, redes ou computadores individuais através do uso de servidores proxy, técnicas de cracking e software malicioso, incluindo cavalos de Tróia e spywares. A espionagem cibernética pode ser usada para atingir vários intervenientes – indivíduos, concorrentes, rivais, grupos, governos e outros – a fim de obter vantagens pessoais, económicas, políticas ou militares. Pode ser inteiramente perpetrada on-line a partir de computadores em bases em países distantes ou pode envolver infiltração por espiões convencionais treinados em computador ou, em outros casos, pode ser obra criminosa de hackers amadores maliciosos e programadores de software.
A espionagem cibernética começou em 1996, quando a implantação generalizada da conectividade com a Internet em sistemas governamentais e corporativos ganhou impulso. Desde aquela época, houve numerosos casos de tais atividades.
A ciberespionagem envolve normalmente a utilização desse acesso a segredos e informações secretas ou o controle de computadores individuais ou de redes inteiras para obter uma vantagem estratégica e para ctividades de subversão e sabotagem psicológicas, políticas e físicas. Mais recentemente, a espionagem cibernética envolve a análise da atividade pública em sites de redes sociais como o Facebook e o Twitter. Tais operações, como a espionagem não cibernética, são normalmente ilegais no país vítima, embora totalmente apoiadas pelo mais alto nível de governo no país agressor. A situação ética também depende do ponto de vista de cada um, particularmente da opinião que se tem dos governos envolvidos.